# Dicranotropis lunulifera
Dicranotropis lunulifera är en insektsart som först beskrevs av Melichar 1912.  Dicranotropis lunulifera ingår i släktet Dicranotropis och familjen sporrstritar. Inga underarter finns listade i Catalogue of Life.